# Кварцовий діорит

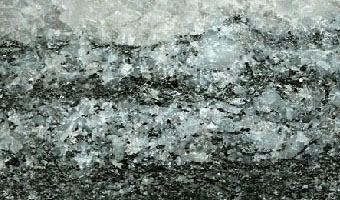
Кварцовий діорит

Кварцовий діорит (рос. кварцевый диорит, англ. quartz diorite, нім. Quarzdiorit m) — магматична кристалічна гірська порода сірого і зеленувато-сірого кольору, що містить 57-64% SiO2. Розрізняють нормальний (або власне кварцовий діорит) і сублужний кварцовий діорит. У нормальних кварцових діоритів калієво-натрієвий польовий шпат відсутній, в сублужних його вміст — до 10% від суми польових шпатів. Темнокольорові мінерали — рогова обманка, біотит, моноклінний авгіт, рідше діопсид, іноді піроксени. За вмістом темнокольорових мінералів виділяють кварцові діорити лейкократові (до 20%), мезократові (20-25%), меланократові (понад 25%). За кольоровою складовою частиною серед кварцових діоритів розрізнюють слюдяні, роговообманкові, авгітові, гіперстенові. Нормальний кварцовий діорит є петрохімічним аналогом андезиту, сублужний — трахіандезиту.
Середній хімічний склад кварцових діоритів за Р. Делі (%):. SiO2 61,59; TiO2 0,66; Al2O3 16,21; Fe2О3 2,54; FeO 3,77; MnO 0,10; MgO 2,80; CaO 5,38; Na2O 3,37; K2O 2,10; H2O 1,22; Р2O5 0,26.
Кварцові діорити відрізняються високою міцністю на стиснення (180—240 МПа). Середня густина 2,74; модуль Юнга 49-75 ГПа. З кварцовими діоритами асоціює золоторудна, скарново-магнетитова і залізорудна мінералізація. Кварцові діорити використовують як облицювальний камінь, щебінь для бетону, при будівництві шляхів.